# Jungla sobre ruedas
Jungla sobre ruedas (título original: Jungle Junction) es una serie animada estadounidense-británica, producida por Spider Eye Productions. La serie se estrenó el 5 de octubre de 2009 a las 10:00 a. m. ET/PT en el bloque Playhouse Disney de Disney Channel en los Estados Unidos. La serie ha estado disponible desde sus orígenes en Estados Unidos, Canadá, Portugal, Italia, Australia y España, y desde el 15 de marzo de 2010 también en Latinoamérica.
La serie cuenta con animales de la selva híbridos con ruedas en lugar de patas; uno de esos animales, Elevan, es un híbrido de un elefante y una furgoneta. Estos animales atraviesan su hábitat en carreteras elevadas.

## Personajes

### Principales

#### Zooter
Zooter es una cerdita rosa que tiene dos ruedas y es una patineta. Mejor amiga de Elevan y tiene un acento inglés, ella no tiene brazos, solo puede lanzar y agarrar cosas con su cabeza, cola u orejas.

#### Elevan
Elevan es un elefante azul que tiene 4 ruedas y es una camioneta. Tiene acento americano y es el mejor amigo de Zooter, solo puede usar su trompa para poder tomar cosas, agua, hacer sonidos como un elefante de verdad. En algunos episodios se nota que se preocupa mucho por Zooter, igual como sus amigos.

#### Bongo
Bongo es un conejo de color amarillo como el color de Pluto, tiene una cola de mapache, acento australiano y tiene 4 ruedas. Él hace señales que pone sobre la jungla para que los animales de ruedas saben que es peligro, indicación y prohibición.

### Secundarios

#### Señorita Jolly
Señorita Jolly es una cebra blanca con rayas negras, tiene acento canadiense y tiene 4 ruedas. Ella es la maestra de los Beetlesectos.

#### Los Beetlesectos
Los Beetlesectos son 5 escarabajitos de color verde, amarillo, rojo, azul y naranja, tienen 4 ruedas y tienen acento americano y son los estudiantes de la Señorita Jolly. El amarillo y el rojo son femeninos, mientras que el azul, el verde y el naranja son masculinos.

#### Sapomóvil
Sapomóvil es un sapo de color verde, tiene 4 ruedas tiene un acento británico y es muy gruñón, pero a veces es amigable.

#### Cangretaxi
Cangretaxi es un cangrejo rojo que es el dueño de la tienda de bebidas, malteadas y comida, tiene un acento australiano y a él le gusta hacer malabares.

#### Bombedrilo
Bombedrilo es un cocodrilo verde con casco de bombero de color amarillo con una sirena roja, tiene 2 ruedas, tiene acento jamaiquino y a él le gusta ser bombero todos los días en la jungla.

#### Rinolancia
Rinolancia es un rinoceronte morado ambulancia con una sirena azul en su cabeza, en su cadera izquierda y derecha tiene una cruz rosa en un círculo blanco y tiene 4 ruedas, tiene acento americano y además es un médico y un enfermero.

#### Hipobús
Hipobús es una hipopótamo de color amarillo y es la que transporta a los Beetlesectos, tiene acento americano y tiene 4 ruedas.

#### Carla
Carla es una koala naranja que es dueña de una frutería, tiene un acento australiano y tiene 4 ruedas.

#### Bobby
Bobby es un tucán que es un oficial de policía, tiene un acento inglés y tiene 2 ruedas, pero también se desplaza volando con sus alas.

#### Dozer
Es un toro que es un constructor, tiene un acento americano y tiene 2 orugas con 3 ruedas cada una.

## Doblaje
- Zooter: Hiromi Hayakawa
- Elevan: Jesús Barrero
- Bongo: Héctor Emmanuel Gómez
- Cangretaxi: Leonardo García
- Carla: Cony Madera
- Bombedrilo: Luis Daniel Ramírez
- Hipobús: Joanna Brito
- Rinolancia: Ernesto Lezama
- Bettlesecto Rojo: Carmen Mercado
- Bettlesecto Azul: Raymundo Armijo
- Bettlesecto Amarillo: Norma Iturbe
- Bettlesecto Verde: Genaro Contreras
- Bettlesecto Naranja: Carlos Martello
- Bobby: Sebastián Llapur
- Dozer: Idzi Dutkiewicz
- Señorita Jolly: Magda Giner
- Sapomóvil: Herman López

### Créditos Técnicos
- Estudio de Doblaje de la primera temporada:SDI Media Group
- Estudio de Doblaje del resto:Diseño en Audio
- Director de doblaje:Arturo Mercado
- Traductor:Yuri Takenaga
- Letrista y Dirección Musical:Gaby Cárdenas
- Gerente Creativo:Raúl Aldana
- Doblaje Producido por:Disney Character Voices International Inc.

## Éxito de la serie
La serie tuvo mucho éxito que definitivamente en el 2011 habrá nuevos capítulos y nuevos personajes que llegaran a la popular Jungla. Muchos de los niños piden que hagan una película de estos simpáticos personajes. En muchos países los niños quisieran ver los nuevos capítulos de estos personajes ya sea, Chile, Perú, Colombia, Argentina, Uruguay, Ecuador, Paraguay, España, Australia, México, República Dominicana, entre otros, pero, también hay gente adulta que lo ven con sus hijos y pensando que es una buena forma para que los niños tengan un buen futuro por delante ya que muchos de los adultos dicen que las caricaturas ya no son como antes. Para el 2010 se iba a ser transmitido en la Teletón de Chile, pero decidieron esperar un año más.
Muchos de Los personajes como Zooter, Elevan, Bungo, Bombedrilo, Cangretaxi, Señorita Jolly, Hipobus y Carla son los favoritos de lo más pequeños ya que son amigable y divertidos en cambio personajes como Rinolancia y Dozer son los menos vistos en la serie y los personajes amargados como Sapomovil también.
En Chile en la Ciudad de Concepción se han hecho un show de estos personajes debido al terremoto del 27 de febrero por lo cual se recibió todo el cariño a estos personajes y en especial a Zooter de los niños chilenos.
No hay noticias para la nueva temporada de Jungla Sobre ruedas, pero, es probable que podremos ver algo a final del año 2011.
- Ahora la serie es transmitida en el canal Disney Junior siendo transmitido en muchos países

## Episodios

### Especial de Navidad
Un especial de Navidad llamado "The Night Before Zipsmas" se emitió el 5 de diciembre de 2009 mostrando a los timers preparándose para Navidad y tratando de llegar a leer el libro "The Night Before Zipsmas". El otro especial de Navidad se llamó "Un regalo para Zooter" y se emitió el mismo día. Muestra a Ellyvan tratando de encontrar un regalo para Zooter.